# Comuna Supur, Satu Mare
Supur (în maghiară: Alsószopor) este o comună în județul Satu Mare, Transilvania, România, formată din satele Dobra, Giorocuta, Hurezu Mare, Racova, Sechereșa, Supuru de Jos (reședința) și Supuru de Sus.

## Demografie
Componența etnică a comunei Supur
     Români (69,27%)
     Maghiari (22,38%)
     Romi (3,51%)
     Alte etnii (0,1%)
     Necunoscută (4,74%)
Componența confesională a comunei Supur
     Ortodocși (59,32%)
     Reformați (19,05%)
     Penticostali (8,72%)
     Martori ai lui Iehova (3,63%)
     Romano-catolici (1,53%)
     Greco-catolici (1,05%)
     Alte religii (1,73%)
     Necunoscută (4,96%)
Conform recensământului efectuat în 2021, populația comunei Supur se ridică la 3.990 de locuitori, în scădere față de recensământul anterior din 2011, când fuseseră înregistrați 4.231 de locuitori. Majoritatea locuitorilor sunt români (69,27%), cu minorități de maghiari (22,38%) și romi (3,51%), iar pentru 4,74% nu se cunoaște apartenența etnică. Din punct de vedere confesional, majoritatea locuitorilor sunt ortodocși (59,32%), cu minorități de reformați (19,05%), penticostali (8,72%), martori ai lui Iehova (3,63%), romano-catolici (1,53%) și greco-catolici (1,05%), iar pentru 4,96% nu se cunoaște apartenența confesională.

## Politică și administrație
Comuna Supur este administrată de un primar și un consiliu local compus din 13 consilieri. Primarul, Sergiu Petrică Crișan[*], de la Partidul Național Liberal, este în funcție din octombrie 2020. Începând cu alegerile locale din 2024, consiliul local are următoarea componență pe partide politice:
|  | Partid                                 | Consilieri | Componența Consiliului | Componența Consiliului | Componența Consiliului | Componența Consiliului | Componența Consiliului | Componența Consiliului |
|  | -------------------------------------- | ---------- | ---------------------- | ---------------------- | ---------------------- | ---------------------- | ---------------------- | ---------------------- |
|  | Partidul Național Liberal              | 6          |                        |                        |                        |                        |                        |                        |
|  | Partidul Social Democrat               | 4          |                        |                        |                        |                        |                        |                        |
|  | Uniunea Democrată Maghiară din România | 3          |                        |                        |                        |                        |                        |                        |

## Personalități
- Mircea Flonta (n. 1932), filozof, profesor, academician;
- Paul Erdös (1916 - 1987), grafician;
- Conf.univ dr. Ana Felicia Vanț Ștef, profesor de greacă veche și latină, Universitatea București
- Vancea Aurel, ing.silvic și profesor
- Mateoc Vasile si Ioan, economisti, director de banca
- Mihai Varga, inginer, Uzinele UNIO Satu Mare